# Májach Murtazalíyev
Májach Dalgatovich Murtazalíyev –en ruso, Махач Далгатович Муртазалиев– (Kedi, 4 de junio de 1984) es un deportista ruso de origen daguestano que compitió en lucha libre.
Participó en los Juegos Olímpicos de Atenas 2004, obteniendo una medalla de bronce en la categoría de 66 kg.
Ganó dos medallas de oro en el Campeonato Mundial de Lucha, en los años 2005 y 2007, y cuatro medallas de oro en el Campeonato Europeo de Lucha entre los años 2004 y 2008.

## Palmarés internacional
| Juegos Olímpicos   | Juegos Olímpicos    | Juegos Olímpicos  | Juegos Olímpicos |
| Año                | Lugar               | Medalla           | Categoría        |
| ------------------ | ------------------- | ----------------- | ---------------- |
| 2004               | Atenas (Grecia)     | Medalla de bronce | 66 kg            |
| Campeonato Mundial |                     |                   |                  |
| Año                | Lugar               | Medalla           | Categoría        |
| 2005               | Budapest (Hungría)  | Medalla de oro    | 66 kg            |
| 2007               | Bakú (Azerbaiyán)   | Medalla de oro    | 74 kg            |
| Campeonato Europeo |                     |                   |                  |
| Año                | Lugar               | Medalla           | Categoría        |
| 2004               | Ankara (Turquía)    | Medalla de oro    | 66 kg            |
| 2006               | Moscú (Rusia)       | Medalla de oro    | 66 kg            |
| 2007               | Sofía (Bulgaria)    | Medalla de oro    | 74 kg            |
| 2008               | Tampere (Finlandia) | Medalla de oro    | 74 kg            |